# Mariusz Jasik
Mariusz Jerzy Jasik (ur. 30 sierpnia 1958 w Warszawie, zm. 25 listopada 2020 tamże) – doktor habilitowany nauk medycznych, nauczyciel akademicki, specjalista w zakresie chorób wewnętrznych, diabetologii i farmakologii klinicznej.

## Rozwój naukowy
Absolwent IV Liceum im. Adama Mickiewicza w Warszawie. Studia medyczne na I Wydziale Lekarskim Akademii Medycznej w Warszawie (obecnie Warszawski Uniwersytet Medyczny) ukończył w 1983 r. Już podczas studiów pracował jako asystent w Katedrze i Zakładzie Farmakologii Doświadczalnej i Klinicznej Akademii Medycznej w Warszawie (1980–1983). W 1983–1984 r. pracował jako asystent stażysta w Instytucie Biostruktury Akademii Medycznej. Pomiędzy 1984–1997 r. pracował jako starszy asystent w Katedrze i Klinice Gastroenterologii i Chorób Przemiany Materii Akademii Medycznej. Od 1997 do 2016 r. pracował jako adiunkt w Katedrze i Klinice Gastroenterologii i Chorób Przemiany Materii Warszawskiego Uniwersytetu Medycznego.
Stopień doktora nauk medycznych uzyskał w 1992 r. w Akademii Medycznej w Warszawie na podstawie rozprawy pt. „Zachowanie się stężeń peptydu C, insuliny i glukozy we krwi w warunkach wybranych leków hipotensyjnych u pacjentów z nadciśnieniem tętniczym i cukrzycą insulinoniezależną (typu 2)”. W 2010 r. w tej samej uczelni uzyskał stopień doktora habilitowanego na podstawie pracy pt. „Analiza zachowanie stężenia adiponektyny w diagnostyce stanów przedcukrzycowych zespołu metabolicznego u kobiet z przebytą cukrzycą ciążową w przeszłości”. W 2014 r. ukończył studia podyplomowe na kierunku Master of Business Administration w Ochronie Zdrowia w CKP Uczelni Łazarskiego w Warszawie.
Od 2016 r. dr Mariusz Jasik pracował w II Katedrze i Klinice Położnictwa i Ginekologii w akademickim Szpitalu ks. Anny Mazowieckiej jako konsultant w zakresie interny i diabetologii. Jednocześnie pracował również jako diabetolog w Narodowym Instytucie Kardiologii – Państwowym Instytucie Badawczym, im. kard. Stefana Wyszyńskiego w Aninie.
Mariusz Jasik był autorem wielu prac klinicznych, doświadczalnych i poglądowych, w tym w czasopismach zagranicznych, komunikatów zjazdowych krajowych i zagranicznych, książek i rozdziałów w monografiach, jak również wielu wykładów na zaproszenie. Ogółem opublikowano prawie 400 jego publikacji, w tym prawie 200 pełnotekstowych.
Prowadził wieloośrodkowe i międzynarodowe badania kliniczne leków m.in. diabetologicznych i kardiologicznych.

### Specjalizacje lekarskie
- choroby wewnętrzne I stopnia (1987),
- choroby wewnętrzne II stopnia (1996),
- farmakologia kliniczna II stopnia (2000, egzamin zdany z wyróżnieniem),
- diabetologia (2011).

### Staże zagraniczne
- stypendysta Australijskiego Królewskiego Towarzystwa Lekarskiego, Katedra Medycyny Uniwersytetu w Melbourne, Heidelberg, Australia (1994).

## Działalność nauczyciela akademickiego

### Dydaktyka przeddyplomowa
Od 1984 r. prowadził ćwiczenia, seminaria i wykłady ze studentami III i IV roku I Wydziału Lekarskiego AM (WUM) z zakresu chorób wewnętrznych, a od 2003 r. wykłady ze studentami Wydziału Nauki o Zdrowiu AM w Warszawie z zakresu chorób wewnętrznych. W latach 1997–2006 prowadził nadzór nad dydaktyką studentów IV roku I Wydziału Lekarskiego WUM. Od 2011 r. organizował, nadzorował i prowadził zajęcia dla studentów V roku English Division i Erasmus w Katedrze i Klinice Gastroenterologii i Chorób Przemiany Materii WUM.

### Dydaktyka podyplomowa
Dr Mariusz Jasik od 1984 r. zajmował się organizacją, nadzorem prowadzeniem szkoleń lekarzy odbywających staże podyplomowe, staże w zakresie chorób wewnętrznych, farmakologii klinicznej i diabetologii, szkoleń lekarzy rezydentów. Od 2007 r. był członkiem Państwowej Komisji Egzaminacyjnej w dziedzinie farmakologii klinicznej. Był również członkiem zespołu ekspertów w dziedzinie chorób wewnętrznych, farmakologii klinicznej, z ramienia Naczelnej Izby Lekarskiej. Od 1984 r. dr Mariusz Jasik prowadził regularnie wykłady podczas zjazdów naukowych, kongresów, posiedzeń towarzystw naukowych. Od 1999 r. prowadził autorskie wykłady edukacyjne dla lekarzy podstawowej opieki zdrowotnej, lekarzy chorób wewnętrznych, diabetologów, farmaceutów, dla chorych z Polskiego Stowarzyszenia Diabetyków. W 2005 r. został autorem pierwszego dla farmaceutów podręcznika dotyczącego cukrzycy: „Opieka diabetologiczna: wybrane zagadnienia z diabetologii klinicznej dla aptekarzy”. Pomiędzy 2011–2014 dr Mariusz Jasik był autorem rozdziałów w wielu podręcznikach dla lekarzy, np. „Diabetologia” w cyklu „Wielka Interna” (red.), „Stany nagle” (red.), „Neurologia” t. I–III (red.) i in. Ogółem Mariusz Jasik to autor opublikowanych kilkuset pełnotekstowych publikacji, kilkaset doniesień zjazdowych, kilka monografii i książek, kilkadziesiąt rozdziałów.

## Realizowane projekty badawcze
- Analiza późnych powikłań cukrzycy, ze szczególnym uwzględnieniem cukrzycowej choroby nerek. Współpraca: Uniwersytet Melbourne, Heidelberg, Australia, następnie Baker Hart Research Institute, Melbourne (prof. M.E. Cooper) (1994–2014),
- Analiza farmakoterapii cukrzycy typu 1 i typu 2 w warunkach specjalistycznej ambulatoryjnej opieki diabetologicznej (lek. med. M. Kmiecik) (2012),
- Obiektywizacja oceny zaburzeń mikrokrążenia metodą laserowo-doplerową u chorych na cukrzycę (lek. med. E. Wójcik-Sosnowska) Współpraca: Instytut Biocybernetyki i Inżynierii Biomedycznej PAN w Warszawie (kierownik: prof. A. Liebert) (2012),
- Wpływ systematycznego wysiłku fizycznego na zachowanie elementów zespołu metabolicznego i poprawę wyrównania metabolicznego u chorych na cukrzycę typu 2 leczonych doustnymi lekami przeciwcukrzycowymi i/lub insuliną. (mgr fizjoterapii A. Podgórska-Zdyb, Radomska Szkoła Wyższa, Wydział Nauk o Zdrowiu, Radom) (2012),
- Analiza występowania zaburzeń narządu słuchu i innych powikłań laryngologicznych u chorych na cukrzycę typu 1 i 2 (lek. med. N. Chojnowska), współpraca: Klinika Otolaryngologii WUM (dr hab. K. Morawski, kierownik: prof. K. Niemczyk) (2012),
- Analiza zaburzeń mikrokrążenia u chorych z nadciśnieniem tętniczym i cukrzycą typu 2. Współpraca: prof. A. Januszewicz, dr A. Prejbisz, Klinika Nadciśnienia Tętniczego Instytutu Kardiologii w Warszawie. dr J. Lewandowski, Klinika Chorób Wewnętrznych, Nadciśnienia Tętniczego i Angiologii, WUM, kierownik: prof. Z. Gaciong. Katedra i Klinika Okulistyki II WL WUM, Kierownik: prof. J. Szaflik (2013),
- Wpływ zastosowania kwasu alfa liponowego na zachowanie mikrokrążenia ocenianego metodą laserowo-dopplerowską u chorych na cukrzycę typu 2. (dr N. Chojnowska, współpraca: Instytut Biocybernetyki i Inżynierii Biomedycznej PAN w Warszawie, kierownik zakładu: prof. A. Liebert) (2013–2014),
- Ocena procesu immunizacji u pacjentów z cukrzycą i insulinoterapią, kwalifikowanych do przeszczepu alogenicznego (lek. med. A. Poradzka) (2013–2014),
- Wpływ hemodializy na parametry metabolizmu glukozy i insulinooporność u chorych ze schyłkową niewydolnością nerek bez cukrzycy. Projekt zgłoszony do NCN we współpracy z Wojskowym Instytutem Medycznym (prof. S. Niemczyk) i Uniwersytetem Medycznym w Graz, Austria (prof. D. Schneditz) (2013–2014).

## Główne kierunki działalności badawczo-naukowej
- Badanie czynności wewnątrzwydzielniczej komórek beta trzustki i tolerancji glukozy w warunkach zastosowania wybranych leków hipotensyjnych u pacjentów z nadciśnieniem tętniczym i cukrzycą typu 2, zakończone m.in. publikacją w Diabetes Research and Clinical Practice (1996) oraz prezentacją podczas 14th International Diabetes Federation Congress, Washington, USA (1991),
- Badania eksperymentalne dotyczące znaczenia inhibitorów enzymu konwertującego angiotensynę w redukcji powikłań naczyniowych na przykładzie oceny hypertrofii naczyń krezkowych w cukrzycy eksperymentalnej, zakończone m.in. publikacją w Journal of Diabetes and Its Complications (1995) oraz prezentacją m.in. podczas 2nd Asian-Pacific Symposium on ACE Inhibition and other Inhibitors of the Renin-Angiotensin System, Pekin, Chiny (1995),
- Badania dotyczące wpływu końcowych produktów zaawansowanej glikacji (AGEs) na rozwój hypertrofii naczyń w cukrzycy doświadczalnej zakończone m.in. publikacją w Journal of Clinical Investigation (1997),
- Współudział w opracowaniu zaleceń klinicznych dotyczących postępowania u chorych na cukrzycę z nadciśnieniem tętniczym (Stanowisko Australian Diabetes Society Subcommittee on Diabetes and Hypertension) oraz zaleceń klinicznych dotyczących wykrywania nefropatii cukrzycowej, zakończony m.in. publikacjami w The Medical Journal of Australia (1995), Australian New Zealand Journal of Medicine (1995),
- Analiza przydatności klinicznej wstrzyknięć do ciał jamistych leków zwiększających miejscowy przepływ naczyniowy w leczeniu impotencji erekcyjnej u chorych na cukrzycę, zakończona publikacjami i prezentacjami m.in. podczas 18th International Diabetes Federation Congress, Paryż, Francja (2003),
- Ocena przydatności stosowania nieinwazyjnych metod diagnostyki neuropatii cukrzycowej, zakończona publikacjami i prezentacjami (1998–2004),
- Badania nad zastosowaniem metody laserowo-dopplerowskiej dla oceny wczesnych zaburzeń mikrokrążenia u chorych na cukrzycę, zakończone m.in. publikacjami w Medical Science Monitor (2002) i prezentacjami m.in. podczas 18th International Diabetes Federation Congress, Paryż, Francja (2003),
- Ocena skuteczności, bezpieczeństwa i tolerancji nowej pochodnej sulfonylomocznika (glimepiryd) u chorych na cukrzycę typu 2, zakończona publikacjami m.in. w Diabetes Research and Clinical Practice (2000) (streszczenie),
- Ocena zastosowania inhibitorów konwertazy angiotensyny (trandolapryl) oraz połączenia inhibitorów konwertazy angiotensyny i antagonistów wapnia (werapamil) na redukcję mikroalbuminurii u normotensyjnych chorych na cukrzycę typu 1, zakończona m.in. publikacjami w Diabetes & Metabolism (2003) (streszczenie),
- Badania nad zachowaniem aktywności enzymu konwertującego angiotensynę u kobiet chorych na cukrzycę typu 2, zakończona publikacją w Advances in Clinical and Experimental Medicine (2004),
- Opracowanie pierwszych zaleceń klinicznych dotyczących postępowania u chorych na cukrzycę w ramach serii wydawniczej czasopisma Standardy Medyczne (2001–2002) (10 prac),
- Upowszechnianie opieki farmaceutycznej w zakresie cukrzycy i nadciśnienia tętniczego w ramach serii wydawniczej czasopisma Czasopismo Aptekarskie (2004–2005) zakończona 13 pracami, publikacją pierwszego podręcznika dla farmaceutów: Opieka diabetologiczna – wybrane zagadnienia z diabetologii klinicznej dla aptekarzy (Jasik M., 2005) oraz podręcznika: Opieka farmaceutyczna w nadciśnieniu tętniczym. Wybrane zagadnienia dla aptekarzy (red. Brandys J., Jasik M., Lipski S., Łazowski J., Skowron A., 2006),
- Ocena leczenia kwasem liponowym u chorych z obwodową polineuropatią cukrzycową, zakończona publikacjami (2003–2005), publikacją książki: „Rozpoznawanie i leczenie przyczynowe neuropatii cukrzycowej – rola kwasu alfa liponowego” (Jasik M., 2004),
- Ocena występowania zaburzeń gospodarki węglowodanowej i innych elementów zespołu metabolicznego po porodzie u kobiet z przebytą cukrzycą ciążową, zakończona publikacjami (2005),
- Ocena wybranych aspektów dotyczących rozwoju insulinooporności u kobiet z przebytą cukrzycą ciążową w przeszłości, zakończona publikacjami (2005–2006),
- Opracowanie dotyczące analizy metod leczenia nefropatii cukrzycowej. Praca przygotowana do publikacji w Expert Opinion on Emerging Drugs (2008),
- Analiza zachowania insulinooporności w populacji osób dializowanych z cukrzycową chorobą nerek (Homeostatic model assessment indices in evaluation of insulin resistance and secretion in hemodialysis patients. Medical Science Monitor 2013),
- Porównanie skuteczności i bezpieczeństwa różnych modeli insulinoterapii w cukrzycy typu 2 – doniesienie wstępne (Medycyna Metaboliczna, 2013, Arch Med Sci 2013),
- Analiza zastosowanej farmakoterapii cukrzycy typu 2 w warunkach ambulatoryjnej opieki diabetologicznej (Diabetologia Kliniczna 2013),
- Obiektywizacja oceny zaburzeń mikrokrążenia metodą laserowo-dopplerowską u chorych na cukrzycę (Diabetologia Kliniczna 2013, Physiological Measurement 2014),
- Porównanie skuteczności i bezpieczeństwa różnych modeli insulinoterapii w cukrzycy typu 2 – raport końcowy (Diabetologia Kliniczna, 2013).

## Główne osiągnięcia zawodowe i organizacyjne
- Organizator akredytacji i prowadzący w klinice specjalizacje w zakresie II stopnia z farmakologii klinicznej (pozostałe akredytacje posiada 6 zakładów teoretycznych i 1 oddział chorób wewnętrznych w kraju) oraz staży kierunkowych z dziedziny farmakologii klinicznej,
- Członek Komisji Bioetycznej przy Akademii Medycznej (WUM) w Warszawie,
- Współzałożyciel Stowarzyszenia Członków i Pracowników Komisji Bioetycznych w Polsce[7],
- Członek Państwowej Komisji Egzaminacyjnej w dziedzinie farmakologii klinicznej,
- Członek Komitetu Terapeutycznego SP CSK WUM w Warszawie,
- Konsultant w zakresie diabetologii i chorób wewnętrznych dla klinik chirurgicznych SP CSK WUM,
- Konsultant w specjalistycznej przychodni przyklinicznej dla chorych na cukrzycę SP CSK WUM,
- Sprawowanie nadzoru nad rezydentami i doktorantami w zakresie działalności leczniczej,
- Sprawowanie funkcji p.o. kierownika jednostki (doraźnie w zależności od potrzeb),
- Sprawowanie funkcji pomocniczych dla specjalisty wojewódzkiego w dziedzinie diabetologii (2013–2014),
- Sprawowanie nadzoru nad realizacją posiedzeń naukowych w klinice,
- Sprawowanie nadzoru nad racjonalną gospodarką lekową i kosztami terapii w klinice,
- Odbyte kursy i szkolenia:
  - Podstawy diagnostyki ultradźwiękowej, Centrum Medyczne Kształcenia Podyplomowego w Warszawie (1998),
  - Postępy diagnostyki ultradźwiękowej, Centrum Medyczne Kształcenia Podyplomowego w Warszawie (1998),
  - Evidence-based medicine: medycyna oparta na faktach – od teorii do praktyki. Wydział Kształcenia Podyplomowego i I Katedra i Klinika Kardiologii AM, Warszawa (2003),
  - Clinical Trial Applications and Good Clinical Practice Inspections (Wnioski o Przeprowadzenie Badań Klinicznych oraz Inspekcje dotyczące Dobrej Praktyki Klinicznej). Urząd Rejestracji Produktów Leczniczych, Wyrobów Medycznych i Produktów Biobójczych w ramach Projektu Twinningowego Komisji Europejskiej, Warszawa (2004),
  - Wpływ uregulowań prawnych Unii Europejskiej na badania kliniczne oraz monitorowanie niepożądanych działań produktów leczniczych. Urząd Rejestracji Produktów Leczniczych, Wyrobów Medycznych i Produktów Biobójczych w ramach Projektu Twinningowego Komisji Europejskiej, Warszawa (2004),
  - Udział w licznych szkoleniach krajowych i zagranicznych w zakresie problematyki diabetologicznej,

- Recenzowanie projektów badawczych w Komisji Bioetycznej w WUM,
- Recenzowanie prac naukowych na zaproszenia redakcji pism, m.in. Materia Medica Polona (1996), Kardiologia Polska 2012–2013 (Nagroda Złoty Recenzent 2012), Archives of Medical Science (2012–2013),
- Promotor oraz recenzent rozpraw doktorskich.

## Członkostwo w towarzystwach naukowych
- Polskie Towarzystwo Diabetologiczne (od 1987)[8],
- Członek Zarządu PTD oddział mazowiecki (od 2013),
- Polskie Towarzystwo Lekarskie, oddział Białystok (od 2011),
- Członek Zarządu PTL, oddział Białystok (2011–2015),
- Polskie Towarzystwo Nadciśnienia Tętniczego (od 1991),
- Towarzystwo Terapii Monitorowanej (od 1999),
- Polskie Towarzystwo Farmakologii Klinicznej i Terapii (od 1999),
- Australian Diabetes Society Subcommittee on Diabetes and Hypertension (1994–1995).

## Współpraca autorska/udział w komitetach redakcyjnych
- „Diabetologia na co dzień” – współtwórca czasopisma,
- „Czasopismo Aptekarskie” – członek redakcji,
- „Diabetyk” – członek redakcji,
- „Medycyna Metaboliczna” – członek redakcji,
- recenzowanie prac naukowych na zaproszenia redakcji pism, m.in. Materia Medica Polona, Kardiologia Polska – Nagroda Złoty Recenzent 2012, Archives of Medical Science.

## Nagrody i wyróżnienia
- Nagrody dydaktyczne II i III stopnia JM Rektora Warszawskiego Uniwersytetu Medycznego (2002, 2004, 2006, 2007, 2009, 2010, 2012),
- Nagrody I, II stopnia i wyróżnienia przyznane przez Komitet Naukowy Warszawskich Dni Farmakoterapii Kardiologicznej (dwudziestokrotnie: w latach 2001–2013),
- Podziękowania Ministra Zdrowia za opiekę jako kierownikowi specjalizacji dr A. Łukaszewskiej w dziedzinie farmakologii klinicznej, która złożyła Państwowy Egzamin Specjalizacyjny z najlepszym wynikiem (2011),
- Nagroda Złoty Recenzent Kardiologii Polskiej (2012)[9],
- Nagroda Jubileuszowa za 30 lat pracy zawodowej w Warszawskim Uniwersytecie Medycznym (2013),
- Inne nagrody: przyznane przez jury Warsaw International Medical Congress for Young Scientists, Warszawa (2013).

## Praca na rzecz uczelni
- Udział w charakterze członka Rady Wydziału (I Wydział Lekarski),
- Udział w charakterze członka Komisji Bioetycznej WUM (stały udział),
- Udział w charakterze członka Komisji Doktorskich IWL,
- Udział jako egzaminatora w Komisji Egzaminu Doktorskiego IIWL (2011),
- Udział jako członka w Komisji Egzaminu Doktorskiego IWL (2011),
- Udział w pracach Komisji Kwalifikacyjnej Studium Doktoranckiego I Wydziału Lekarskiego (2011),
- Udział jako wykładowcy w kursach dla lekarzy specjalizujących się w zakresie diabetologii organizowanych przez CKP, WUM – Katedrę i Klinikę Gastroenterologii i Chorób przemiany Materii,
- Udział jako wykładowcy w kursach Centrum Kształcenia Podyplomowego WUM,
- Nadzór w klinice nad studentami 5 roku Oddziału Nauczania w Języku Angielskim IIWL,
- Udział w zespole ekspertów w sprawie specjalizacji w dziedzinie farmakologii klinicznej – z ramienia Naczelnej Izby Lekarskiej (organizator CMKP),
- Współredakcja manuskryptu „Diabetologia kliniczna” (red. W. Karnafel, M.Jasik),
- Autorstwo bardzo wielu rozdziałów w skryptach dla studentów WUM,
- Kierownik ukończonych egzaminów specjalizacyjnych:
  - specjalizacja z chorób wewnętrznych uzyskana przez dr E. Grzyb,
  - specjalizacja z chorób wewnętrznych uzyskana przez dr A. Niebisz,
  - specjalizacja z farmakologii klinicznej II st. uzyskana przez dr A. Łukaszewską (Instytut Onkologii, Warszawa).

## Zainteresowania

### Główne zainteresowania medyczne
- choroby wewnętrzne
- farmakologia kliniczna
- diabetologia
- farmakoterapia cukrzycy, w tym ciążowej
- zespoły metaboliczne

### Inne zainteresowania
- podróże
- kultury świata
- miłośnik polskich gór, doskonały narciarz
- zagadnienia ekonomii światowej
- motoryzacja

## Życie prywatne
Był żonaty z Justyną (od 1988), miał córkę Magdalenę.

## Wybrane publikacje
- Jasik M., Dembe K., Czyżyk A., Die Impotenz – eine verschwiegene Komplikation des Diabetes mellitus. Vergleich einiger Behandlungs methoden, Aktuelle Endokrinologie und Stoffwechsel (Aktuelle Endokrinologie) 1991, s. 257.
- Mariusz Jasik i inni, Diabetes and hypertension. Australian Diabetes Society position statement, „Medical journal of Australia.”, 163 (7), 1995, s. 372, ISSN 0025-729X, OCLC 91409992 [dostęp 2022-07-22] (ang.).
- M. Jasik, G. F Watts, M. E Cooper, The implications of the detection of proteinuria and microalbuminuria in insulin and non-insulin dependent diabetes, „IMJ Australian and New Zealand Journal of Medicine”, 25 (2), 1995, s. 157–161, ISSN 0004-8291, OCLC 5155609940 [dostęp 2022-07-22] (ang.).
- M. Jasik i inni, Diabetes and hypertension. Australian Diabetes Society position statement, „MEDICAL JOURNAL OF AUSTRALIA”, 163 (7), 1995, s. 372, ISSN 0025-729X, OCLC 208539412 [dostęp 2022-07-22] (ang.).
- M. Jasik, A Kasperska-Dworak, A Czyżyk, Effect of nifedipine, captopril and prazosin on secretory function of pancreatic beta-cells in hypertensive patients with type-2 (non-insulin-dependent) diabetes and in hypertensive non-diabetics., „Diabetes Res Clin Pract Diabetes research and clinical practice”, 33 (1), 1996, s. 59–66, ISSN 0168-8227, OCLC 120311892 [dostęp 2022-07-22] (ang.).
- M. Jasik, W. Karnafel, S. Stawicki, Effect of trandolapril on microalbuminuria and left ventricular mass in normotensive type 1 diabetics – a 1 year follow up, „Diabetes Research and Clinical Practice Diabetes Research and Clinical Practice”, 50, 2000, s. 254, ISSN 0168-8227, OCLC 4653353996 [dostęp 2022-07-22] (ang.).
- Jasik M., Dembe K., Karnafel W., Comparison of the effect of trandolapril and trandolapril with verapamil SR on microalbuminuria in normotensive type 1 diabetic patients with incipient nephropathy – Final report, Diabetes & Metabolism, 2003, s. 307.
- Jasik M., Kowalska A., Kasprowicz M., Domienik J., Karnafel W., Microbiology and antibiotic treatment in the diabetic foot, Diabetes & Metabolism, 2003, s. 293.
- Jasik M., Stawicki S., Dęmbe K., Pieniążek A., Karnafel W., The analysis of the hypoglycaemia in diabetic patients hospitalized in Department of Gastroenterology and Metabolic Diseases – preliminary report, Diabetes & Metabolism, 2003, s. 239.
- Jasik M., Wójcicki J. M., Musiał K., Karnafel W., Jóźwicka E., Ładyżyński P., Krzymień J., Foltyński P., The elements of metabolic syndrome (diabetes mellitus, hypertension, hyperlipidemia, obesity) in women with gestational diabetes mellitus (GDM). Diabetes & Metabolism, 2003, s. 221.
- Jasik M., Stawicki S., Roik M., Ścisło P., Kochanowski J., Karnafel W., Oplski G., Kosior D., Management of heart fallure in hospital in compare to guidelines – any difference between the cardiologists and other specialists?, European Heart Journal, 2003, 24 (supl.), s. 289.
- M. Jasik i inni, 393 Differences between cardiologists and diabetologists in the management of heart failure, „European Journal of Heart Failure Supplements”, 2 (Suppl_1), 2003, s. 80–80, ISSN 1567-4215, OCLC 5113644956 [dostęp 2022-07-22].
- Jasik M., Niebisz A., Pladzyk-Balcerak K., Karnafel W., Carbohydrate metabolism disorders and acute pancreatitis, Diabetic Medicine, 2006, 23 (supl. 4), s. 521.
- Jasik M., Niebisz A., Karnafel W., Analysis of the serum adiponectin concentrations and incidence of ‘pre-diabetes’ with other components of the metabolic syndrome in women with previous gestational diabetes mellitus (GDM). Diabetic Medicine, 2006, 23 (supl. 4): s. 503.
- Jasik M., Niebisz A., Karnafel W., Wójcicki J., Krzymień J., Jóźwicka E., Ladyżyński J., Foltyński P., Musiał K., Evaluation of abnormal total cholesterol in women with gestational diabetes mellitus (GDM), Diabetic Medicine 2006, 23 (supl. 4), s. 503.
- Jasik M., Niebisz A., Karnafel W., The effect of combination therapy of angiotensin-converting enzyme inhibitor (trandolapril) and calcium antagonist (verapamil SR) on microalbuminuria in normotensive type 1 diabetic patients. Diabetic Medicine, 2006, 23 (supl. 4), s. 94.
- Mariusz Jasik, Zastosowanie metforminy u kobiet z zespołem policystycznych jajników, „Diabetologia po Dyplomie.”, 2016, s. 22–25, ISSN 1732-0844, OCLC 999273025 [dostęp 2022-07-22].
- Jasik M., Stany nagłe w cukrzycy w przebiegu hiperglikemii, Stany Nagłe po Dyplomie, 2018, 2(1), s. 51–56.
- Mariusz Jasik i inni, The influence of hypothyroidism and substitution treatment on thyroid hormone conversion ratios and rT3 concentration in patients with end-stage renal failure, „Endokrynologia Polska”, 70 (2), 2019, s. 165–171, ISSN 0423-104X, OCLC 8163492969 [dostęp 2022-07-22].
- Jasik M., Przygotowanie kobiety z cukrzycą do zabiegu operacyjnego, Diabetologia po Dyplomie, 2019.